# NHK受信料
NHK受信料（エヌエイチケイ じゅしんりょう、英語：Receiving Fee）とは、日本放送協会（NHK）と受信契約している人が同協会に支払う料金である。

## 日本の受信料制度の歴史

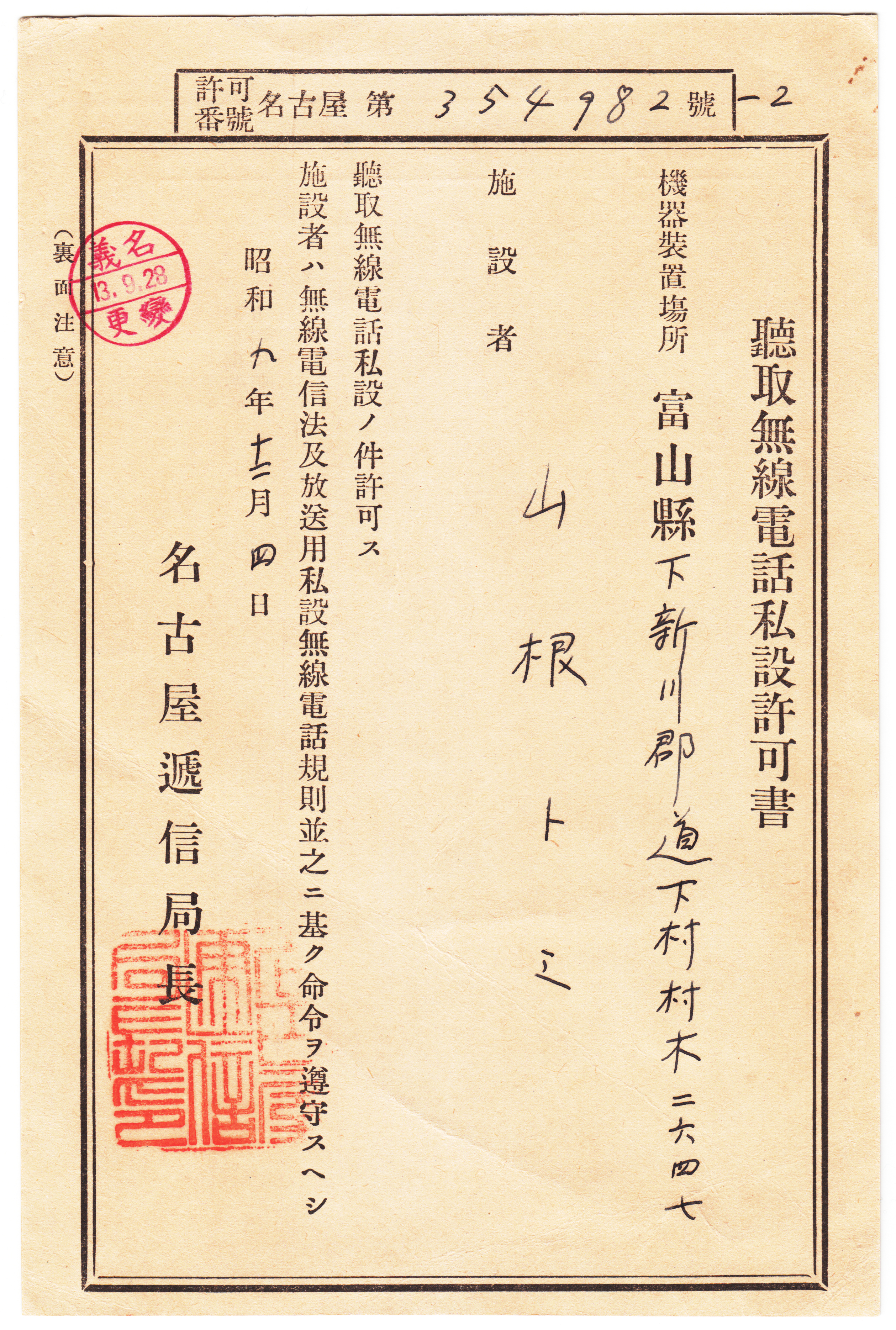
聴取無線電話私設許可書

### 戦前のラジオ放送聴取料
日本で放送が始まった頃は社団法人日本放送協会（当時）によるラジオ放送であり、聴取料が存在した。
当時、ラジオ放送は「聴取無線電話」と称していた。まずラジオが聴ける設備を設置した場合、大日本帝国政府管轄の逓信局から「聴取無線電話私設許可書」という許可書（免許）を得る必要があり、それに基づき、日本放送協会に聴取料を払うという仕組みだった。当時は「聴取料は当面1円（月額1円）」だった。聴取料の導入理由は、放送を電話のような「公益性の高い事業」にすることで、民間企業による放送局設立を排除し、ラジオ放送を速やかに普及させるためであった。なお、海外向けラジオ放送については当初より聴取料の設定はなかった。
第二次世界大戦前までは、無線電信法により電報や電話などの公衆電信や放送の運用・番組内容について規定し、放送事業を大日本帝国政府の一元的管理統制の下に置くと共に、ラジオ放送を社団法人日本放送協会に独占させ、管理統制していた。
また、外地においてラジオ放送を独占した朝鮮放送協会・台湾放送協会・満洲電信電話も、同様の許可制度や聴取料をそれぞれ設けていた。

### 戦後の電波三法とNHK受信料制度の誕生
戦後も聴取料の徴収は続けられ、1948年（昭和23年）7月1日には月額30円に引き上げている。連合国軍最高司令官総司令部（GHQ）により、放送制度の民主化が進められ、1950年（昭和25年）放送法などの電波三法を制定。これにより、民間企業による放送事業参入が認められるようになったと同時に、日本放送協会は社団法人から特殊法人に変わり、放送事業を行っていく。この際、日本国政府・企業などの圧力に屈さないよう、いかなる組織に依存する体制をもなくす必要があるとのことで放送の視聴者よりその料金を徴収する「受信料制度」が誕生した。
1962年（昭和37年）、受信料は「ラ・テ両用」と「ラジオのみ」の2種に分けられた。
1967年（昭和42年）7月28日にラジオ受信料の廃止が決まり、翌1968年（昭和43年）4月1日の施行により、ラジオ受信料は撤廃された。受信料は（当時は高価であった）カラーテレビを対象とした「カラー契約」と、白黒テレビを目的とした「普通契約」とに分割された。ラジオの受信料が廃止された昭和43年のテレビ普及率は96.4%（うちカラーテレビは5.4%）であった。
1989年（平成元年）、BS放送の開始に伴い「衛星カラー契約」「衛星普通契約」が導入される。2007年（平成19年）10月には、「普通契約」「衛星普通契約」は廃止、「カラー契約」「衛星カラー契約」の料金に一本化され、名称変更し現行の受信料契約種別となった。
これにより、
- 「地上波のみ」の受信を対象した「地上契約」
- 「地上波・衛星波両方」の受信を対象とした「衛星契約」
- 地形などにより地上波が全く受信できない地域など、「衛星波のみ」の受信を対象とした「特別契約」

の3種類となった。なお、旧普通契約の新規取り扱いは廃止され、旧普通契約者は白黒受信機を設置しているという申請書を提出した者に限り経過措置として旧普通契約時の料金が適用され、2013年（平成25年）3月31日に経過措置は終了となった。
NHKが2008年（平成20年）1月16日に、日本国政府に提出した平成20年度の予算案・事業計画案においては、営業効率化の一環として訪問集金制度を2008年（平成20年）9月30日で廃止し、口座振替および金融機関・コンビニエンスストア窓口支払いに一本化する方針が示されている。また、日本国政府の特殊法人改革に関連し、それまで自前で行っていた営業に関する事務を外部委託することも視野に入れ、「市場化テスト」に似た制度の導入に向けて検討を始めている。

### インターネット利用者からの受信料徴収
NHKの諮問機関「NHK受信料制度等専門調査会」（座長:一橋大学名誉教授安藤英義）は、2011年（平成23年）7月、放送がインターネットでも同時送信される時代になることを前提に、インターネットサービスプロバイダの加入者からも、NHK受信料を徴収する新たな仕組みを提言した。
2017年2月にNHK会長上田良一の常設諮問機関として「NHK受信料制度等検討委員会」が設置され、一橋大学名誉教授安藤英義が再び座長に就任。同年6月に答申案を出し、「NHKの放送受信用のアプリケーションソフトウェアをダウンロードしたインターネット利用者から受信料を徴収し、一般のインターネット利用者は対象外とすべき」とした。
2020年3月1日から総合・Eテレのインターネット同時配信のNHKプラスが開始された。
2024年5月17日、改正放送法が成立し、NHKに対してインターネット業務が義務付けられた。これにより、同改正法の施行後はテレビ受像機を所有していなくてもパソコンやスマートフォンでNHKプラスのアプリで登録した上でNHKの番組を視聴する場合は受信契約の締結並びに受信料の負担が発生することになる。なお、NHKはパソコンやスマートフォンを保有しているだけで受信契約の締結並びに受信料の負担を求めることは無いとしている。

### 国政における問題提起
2013年に元NHK職員の立花孝志を中心に発足した政治団体「NHKから国民を守る党（当時）」は、NHKのスクランブル化（契約の任意化）を公約に掲げ地方選挙で支持を拡大、2019年の第25回参議院議員通常選挙の比例区で議席を獲得した。また当該選挙にて、公職選挙法の定める政党要件を満たしたため、「政党」となった。これを受け、総務大臣石田真敏（第4次安倍第1次改造内閣）は「NHKの基本的な性格を根本的に変えて二元体制を崩しかねない」として、スクランブル放送に否定的な立場を表明。
また立花は、NHKとの契約（参議院議員会館に備品設置してあるテレビ受像機）について、「放送受信契約は締結するが、受信料は踏み倒す」と宣言。NHKは同日「受信契約を頂いたものについては受信料を請求し、支払わない場合は法的措置を取る」とコメントした。
2019年8月15日、日本国政府（第4次安倍第1次改造内閣）は、立憲民主党の衆院議員中谷一馬の質問主意書に対して、閣議で「放送受信契約を締結した者は、NHK受信料を支払う義務がある」とする答弁書を決定した。

## 受信料の法的根拠
日本放送協会が受信料を徴収する理由として、「いつでも、どこでも、誰にでも、確かな情報や豊かな文化を分け隔てなく伝える」という目的達成のため、また特定の勢力や団体に左右されない独立性を担保するため、とNHKは説明している。1966年の放送法改正に際して、郵政省が設けた「臨時放送関係法制調査会」の答申では、受信料について「国家機関ではない独特の法人として設けられたNHKに徴収権が認められたところの、その維持運営のための『受信料』という名の特殊な負担金と解すべき」ものであり、放送サービス（契約者が番組を視聴すること）への対価ではないとされている。NHKはその法的根拠を放送法に求めている。
NHKは放送法を根拠に「受信設備を設置した者には受信契約を結ぶ義務がある」としている。放送法第2条において「放送」は、「公衆によつて直接受信されることを目的とする電気通信の送信（他人の電気通信設備）を用いて行われるものを含む。」をいう。また受信契約・受信料に関しては、放送法第64条（旧第32条）に基づく。
アンテナに接続せず、ビデオソフトの再生や家庭用ゲーム機などの「映像出力のみで使われているテレビ」に関して、NHKオンラインの「よくある質問集」の中にある「テレビをビデオやDVDなど再生専用に使用する場合の受信契約は必要か」の項目では「受信契約の対象外である」旨が明記されていたが、後に質問集から削除されており、現在はNHKの明確な見解が記されていない。
2021年時点では、NHKとの契約が義務である状態であっても、未契約の者に対する罰則は存在しない。
放送法第64条（受信契約及び受信料）
1. 協会の放送を受信することのできる受信設備を設置した者は、協会とその放送の受信についての契約をしなければならない。ただし、放送の受信を目的としない受信設備又はラジオ放送若しくは多重放送に限り受信することのできる受信設備のみを設置した者については、この限りでない。
2. 協会は、あらかじめ、総務大臣の認可を受けた基準によるのでなければ、前項本文の規定により契約を締結した者から徴収する受信料を免除してはならない。
3. 協会は、第1項の契約の条項については、あらかじめ、総務大臣の認可を受けなければならない。これを変更しようとするときも、同様とする。
4. 協会の放送を受信し、その内容に変更を加えないで同時にその再放送をする放送は、これを協会の放送とみなして前三項の規定を適用する。

放送法第70条（収支予算、事業計画及び資金計画）
4. 第64条第1項本文の規定により契約を締結した者から徴収する受信料の月額は、国会が、第1項の収支予算を承認することによつて、定める。
NHKは上記の条文を根拠に、「条件を満たすテレビ等の受信設備を設置した者は、NHKとNHKの放送の受信についての契約を締結する義務がある」と説明している。
2017年には法務大臣金田勝年により、戦後2例目の国の利害に関係のある訴訟についての法務大臣の権限等に関する法律（法務大臣権限法）第4条に基づく意見陳述として、「放送法第64条第1項の規定が日本国憲法に違反しない」とする見解が最高裁に提出された。
放送法第64条第4項は、「放送法等の一部を改正する法律」（平成22年12月3日 法律第65号）において新設された「みなし条項」で、有線テレビジョン放送、受信障害対策中継放送などによる、NHKのテレビジョン番組の再放送受信者に対する契約義務の根拠となっており、2011年（平成23年）3月1日付の部分施行（平成23年1月14日政令第2号）時に、旧第32条第4項として発効した。

### 受信料訴訟および判例
- ワンセグ利用者の受信料契約義務を否定（平成28年8月26日さいたま地裁判決）[28]
  - ワンセグ機能付き「携帯電話の所持は放送法上の受信機の設置に当たらない」とした。
- ワンセグ利用者の受信料契約義務を肯定（平成30年3月26日東京高等裁判所判決）[29][30]
  - 平成28年8月26日さいたま地裁判決を取り消し、放送法64条第1項の「「設置」は備え置くだけでなく、携行も含む」とした。
- ワンセグ利用者の受信料契約義務を肯定する判決が確定（平成31年3月12日最高裁判所決定）[31]
  - 原告の上告を棄却し、「ワンセグのみでも契約義務がある」とする東京高等裁判所の判決が確定した。
- ワンセグ利用者の受信料契約義務を肯定（平成29年5月25日水戸地裁判決）[32]
  - 平成28年8月26日さいたま地裁判決とは180度異なる判断。
- テレビ設置済み賃貸物件の受信料支払義務を否定（平成28年10月27日東京地裁判決）[33]
  - 受信料支払義務者は「物理的・客観的に放送を受信できる状態を作出した者」とし、賃貸入居者の支払義務を否定した。
- テレビ設置済み賃貸物件の受信料支払義務を肯定（平成29年5月31日東京高裁判決）[34][35]
  - 平成28年10月27日東京地裁判決を取り消し、受信料支払義務者は「テレビを占有、管理している住民も含む」とし、賃貸入居者の支払義務を肯定した。
- テレビ設置済み賃貸物件の受信料支払義務を肯定する判決が確定（平成30年8月30日最高裁第一小法廷判決）[36][37]
  - 上告を棄却し、「賃貸物件で予め設置されたテレビの受信料について支払い義務がある」とした東京高裁判決が確定した。
- NHKによるテレビジョン放送周波数だけを減衰できる帯域除去フィルタを接続した場合において、NHKが争わず勝訴（平成29年1月19日東京地裁判決）
  - 同帯域除去フィルタの有効、無効性については判断されていない。なお原告の立花孝志は、この他にも多数の受信料関連訴訟を提起している。（後述、および「イラネッチケー」参照）
- NHKが別途定める規約に則った解約方法でなくとも電話で口頭により「テレビが故障した」と通知するだけで解約が成立する（平成27年9月1日茨城県土浦簡裁判決）[38]
  - NHKによる確認作業や証明の必要性を否定した。
- 世帯主の男性の妻が無断でNHKと契約し、その契約の効力が世帯主の男性に及ばない（平成22年3月19日札幌地方裁判所判決 平成20(ワ)1449）[39]
  - 札幌地方裁判所は民法761条の日常家事債務の連帯責任を認めず原告のNHKが敗訴した。
- 世帯主の男性の妻が無断でNHKと契約し、その契約の効力が世帯主の男性に及ぶ（平成22年11月5日札幌高等裁判所判決 平成22年(ネ)188）[40]
  - 札幌高等裁判所は、一審の札幌地裁の判決を取り消し、「民法761条の日常家事債務の連帯責任を認めNHKの受信契約が有効」とし、被告に対しNHK受信料の支払いを命じた。
- 世帯主の男性の妻が無断でNHKと契約し、その契約の効力が世帯主の男性に及ぶとする判決が確定（平成23年5月31日最高裁判所決定 平成23年(受)481）[41]
  - 最高裁は上告を退け、受信料の支払いを命じた札幌高裁判決が確定した。
- NHK受信料の支払いの時効（消滅時効）の期間は5年と、他の債権より長く設定している（平成26年9月5日最高裁第二小法廷判決 平成25年(受)2024）[42][43]。
  - NHK受信料は2か月毎に支払う「定期給付債権」に該当、滞納した受信料債権に関する短期消滅時効は5年（民法169条）として、NHKの主張する「一般債権」で消滅時効10年の上告を棄却した。
- NHK受信料債権の基本権は、20年間請求や徴収を行わなくても消滅しない（平成30年7月17日最高裁第三小法廷判決 平成29年(受)2212）[44][45][46]
  - 民法第168条1項前段では、定期給付債権について20年間行使しない場合、全ての権利（基本権）が消滅すると規定されている。最高裁は、受信料の公平負担の観点から、基本権の消滅を認めなかった。なお短期消滅時効の援用を認め、被告に対し5年分の受信料の支払いを命じた。
- 放送法64条1項が合憲であり、受信契約を承諾しないものに対しては、承諾の意思表示を命じる判決をもって契約が成立する（NHK受信料訴訟平成29年12月6日最高裁大法廷判決 平成26(オ)1130）
  - 1 NHKからの受信料契約の申込みに対して、受信設備設置者が承諾をしない場合には、NHKがその者に承諾意思表示確定判決を求めその確定により、受信料契約が成立する。
  - 2 放送法64条1項はNHK受信料制度は「NHKの目的にかなう適正・公平な受信料徴収のために必要な内容の、NHKの放送の受信についての契約の締結を強制する旨を定めたもので財政面で国などの影響を受けずに、国民の知る権利を充足する公共放送の目的にかなう合理的なもの」として「日本国憲法が保障する財産権の侵害には当たらず、合憲である」とした。裁判官14人の多数意見。
  - 3 1の受信料契約承諾意思表示確定判決により受信料契約が成立した場合、受信設備の設置の月以降の分の受信料債権が発生する。
  - 4 受信料債権（契約成立後に履行期が到来するものを除く）の消滅時効は、受信料契約成立時から進行する。

## 受信契約・受信料
NHKは、放送の受信についての契約（受信契約）を日本放送協会受信規約（以下、受信契約）により締結する方針を取っており、この受信規約は総務大臣の認可を受けている。
法律上適切な手続きを取れば、他の条項によって受信契約をすることも可能で、受信契約締結義務者は、NHK放送局と受信契約を締結した場合には当該契約に基づきNHKに対し受信料を支払う義務を負う。
NHKは受信契約は個人の世帯では「世帯ごと」（生計を一にしかつ同居）に、事業所の場合は「1台ごと」に行うこととしている。
契約種別については、地上波のみの受信を対象とした「地上契約」、地上波・衛星波両方の受信を対象とした「衛星契約」、地上波が受信困難な場合の衛星波のみの受信を対象とした「特別契約」に分けられる。
具体的な受信料は個人・法人、契約種別ごとに異なる。また、個人の場合契約は住居ごとに必要であるが同一生計で別居（一人暮らしの学生仕送り、単身赴任、扶養家族など）あるいは別荘などの場合、受信料の割引制度がある。
なお沖縄県については、「沖縄の復帰に伴う特別措置に関する法律」第135条（1971年）の規定により、他の地域よりも受信料が安く設定されている。
受信料は「公共放送を維持するための特殊な負担金」であり、「放送サービス（番組を視聴すること）への対価」ではないとされているが、消費税法施行令第2条により「不特定かつ多数の者によつて直接受信されることを目的とする無線通信の送信で、法律により受信者がその締結を行わなければならないこととされている契約に基づき受信料を徴収して行われるもの」は「対価を得て行われる資産の譲渡若しくは貸付け又は役務の提供に類する行為」であるとされており、消費税の課税対象（税10%）となっている。受信料の請求額には消費税および地方消費税が含まれており、NHKは消費税および地方消費税を国に納付している。
NHKは、受信料を集める業務にかかる経費（契約収納費、契約・収納活動に係る職員の人件費および営業システムの減価償却費）として、毎年700億円超（2018年度: 773億円、2019年度: 759億円、2020年度: 710億円）を支出している。これは、全事業支出の約1割である。NHKは、営利企業ではないが、受信料を集める業務を「営業」「営業業務」「営業活動」であると捉えており、放送局には「営業部」が置かれている。受信料に関する問い合わせを「営業センター」が受け付けている。放送受信料の契約・収納業務に関わる情報処理業務やコールセンター業務などを子会社の「NHK営業サービス株式会社」に委託している。

### インターネットへの拡大
NHKの諮問機関「NHK受信料制度等専門調査会」は2011年7月、放送がインターネットでも同時送信される時代になることを前提に、ISPの加入者からも、受信料を徴収する新たな仕組みを提言した。これに対して、日本民間放送連盟会長である広瀬道貞（当時）は、2011年（平成23年）7月21日の記者会見で「受信料で行うならば、大部分の人がネットで視聴できる環境を整備しなければならない。そのためのサーバなどを備えるには大変な設備投資が必要で、受信料によるコスト負担は高額になる」と述べた。
NHKが実施しようと準備している、テレビ放送のインターネット同時配信では、放送法の改正が必要で、総務省にも慎重意見があり、民間放送からはNHKの業務拡大は「民業圧迫」の懸念も出ているものの、一方でインターネットでのサイマル配信は、先進国の多くで既に実施されている。
そして、放送法改正と高市早苗総務大臣（第4次安倍第2次改造内閣）の認可を得て、2020年（令和2年）4月1日、インターネットでのサイマル配信サービス『NHKプラス』が正式開始された。
2024年5月17日、改正放送法が成立し、NHKに対してインターネット業務が義務付けられた。これにより、同改正法の施行後はテレビ受像機を所有していなくてもパソコンやスマートフォンでNHKプラスのアプリで登録した上でNHKの番組を視聴する場合は受信契約の締結並びに受信料の負担が発生することになる。2024年現在、NHKプラスでは地上波の番組を対象に同時・見逃し配信を行っていることを踏まえて、受信料は地上契約と同額の徴収を想定している。

### 受信料の免除規定
受信規約には受信料の一部または全額を免除（割引）する規定があり、該当する場合はNHK放送局に届出れば一部（場合によっては全額）が免除される。
半額免除は
- 世帯主が視覚・聴覚障害者
- 世帯主が重度の障害者（身体（1・2級）・精神（1級）・特別障害者である知的障害者（重度））
- 世帯主が重度の戦傷病者（特別項症から第1款症）

が該当し、市区町村の障害福祉課・福祉事務所などで「受信料免除申請書」を受領し、申請者が必要事項を記載し、最寄りのNHK各地方放送局に郵送することで、受信料の半額免除が認められる。
全額免除の該当者は
- 生活保護等の公的扶助受給者
- 障害者がいる世帯で、かつ、世帯構成員全員が市町村税非課税
- 災害被災世帯[注釈 10]
- 社会福祉事業施設の入所者
- 学校など
- 日本学生支援機構等の経済的理由の選考基準のある奨学金を受給している学生
- 経済的理由の選考基準のある授業料免除を受けている学生
- 親元などが市町村民税非課税世帯の学生
- 親元などが生活保護世帯の学生

が対象となっているが、全額を免除されるとしても、契約を締結しないでよいことにはならない。

### 受信料の支払い
受信料は原則「前払い」扱いであり、最低1期分（2か月分）以上を前払いしなければならない。ただし、6か月（支払いは6月と12月）・12か月（支払いは6月または12月のどちらか）分をまとめて払えば、1期分の単価が若干減額（割引）される。また、ケーブルテレビ加入者などに対しては『団体割引制度』も存在する。
受信料を数か月分前払いしたあと、途中でテレビを処分してしまったり、すでに受信契約のある世帯に同居した場合、あるいは日本国外の世界へ転居した場合などは、最寄りのNHK放送局へ『廃局届』を提出することで、元々の前払いの月数及び残りの月数から精算を行い、返戻金を受けることができる。ただし、返戻は「NHKに申し出て手続きをした月」からと可能となるため、過去から遡った「遡及返金」はできない。

### 受信料の時効
NHK受信料の消滅時効は5年で、未払い期間の受信料は全額が請求されるが、時効の援用を申し出することで5年以上前のNHK受信料の請求金額は消滅する。

### 基地周辺住民への受信料補助
軍用機の騒音でテレビの視聴障害が起きていることを理由として、在日米軍または自衛隊の19の基地の周辺、約42万世帯・事業所を対象に、申請によって受信料の半額を補助する制度が実施されている。1964年（昭和39年）にNHKが始め、1982年（昭和57年）に日本国政府が引き継いだが、2018年（平成30年）から廃止を含めた、見直しの検討がされることとなった。

### 国際放送の扱い
なお、テレビ国際放送のNHKワールドTVは無料放送で、元々日本国内での受信を想定していないが、日本国内でもパラボラアンテナを利用して受信可能できる。日本国内でNHKワールドTVおよびNHKワールド・プレミアムのノンスクランブル放送を受信していても、追加受信料は一切発生しない。

### 業務委託
「NHK地域スタッフ」は、NHKの（正規・非正規の）職員ではなく、「NHKから業務委託を受注した民間企業」のスタッフであるため、実際にやって来る集金員はNHK職員ではない。
郡部や離島、僻地などで、NHK地域スタッフの訪問が難しい箇所では、郵便局がNHKの契約・集金を受託している。郵政省時代から日本郵政公社時代までは、集配を行う特定郵便局が、郵政民営・分社化がなされてからは「特定郵便局」というくくりはなくなり、かつて集配特定局だった日本郵便株式会社の社員が、引き続き受信料の徴収業務を受託している。
新型コロナウイルスによる影響や約300億円にも上る訪問経費を削減したいNHK会長の前田晃伸による意向で2020年以降は戸別訪問による営業をできるだけ控えつつある。これに伴い、2022年10月には山形県内でNHK受信料徴収を受託していた宮城県の企業が仙台地方裁判所から破産宣告を受けたことが同月報じられた。

### 受信契約・支払い率
2004年（平成16年）のNHKの不祥事発覚時に、受信料の支払拒否が広まった際、日本放送協会会長海老沢勝二（当時）は、NHK受信料の支払率は80.1%と述べたが、それまでNHKは「99%以上」だと主張していた。2009年には受信契約率は79%、事業所に限ると契約率は70%にまで下がり、2011年度末の受信契約率は76.2%と公表していた。
受信料支払率は、2011年度末の支払率が、NHK発足後初めて公表された。日本全国の平均は72.5%であり、都道府県別では、秋田県の94.6%が最高で、沖縄県の42.0%が最低であった。都市部で低い傾向が見られ東京都が60.8%、大阪府で57.2%であった。
都市部で受信料支払率が低い理由について、NHKは「集合住宅など世帯の数や移動が多い地域では把握が難しく、単身世帯も面接が難しい」と説明し、沖縄県については、NHK沖縄放送局の前身である沖縄放送協会の設立よりも先に、民間放送によるテレビ局が開局していた歴史的経緯の結果、『放送はただ』という固定観念が、既に沖縄県民に定着していたことや、1972年（昭和47年）5月15日の沖縄返還後に、NHK受信料制度が適用されたため「受信料制度の理解、浸透に時間が掛かる」と述べている。
「平成27年度NHK受信料の都道府県別世帯支払率」が、2016年（平成28年）5月24日にNHKから公表され、全国平均は過去最高の76.6%で、都道府県別の首位は、秋田県の97.6%（前年度比0.6%増）、最下位は沖縄県の48.4%（前年度比1.6%増）だった。東京都（65.5%）や大阪府（60.6%）などの都市部では、依然として受信料支払率が低く、北海道（66.9%）京都府（70.3%）と支払率が低い。沖縄県では、契約収納活動の法人委託などの営業改革を進めた結果、最も支払率が向上した。
なお、支払率（契約者のうち、受信料を支払をしている率）と、契約率（受信設備がある箇所のうち、NHKとの間で受信料契約をしている率）は別だ。
契約率を計算する際、分子となる数値はNHKで把握できるが、分母となる正確な数値は、強制調査権がないため把握できない。受信設備を申告せず所持した場合や、事業所のテレビ付き携帯電話、テレビ付きカーナビゲーションについての把握ができないためであるが、企業に対し設置状況のアンケートを実施している。

### 受信契約の解除
NHKは放送法の規定に基づき「テレビを保有している限り、たとえNHK・民放の番組を一切視聴しない場合でも、受信料契約を解約できない」としている。ただし、テレビを設置した住居に誰も居住しなくなる場合、テレビが故障した場合、もしくは廃棄か他人に譲渡するなどの場合には、放送受信契約の解約が可能であるが、この場合、NHKは所定の「放送受信契約解約届」を、最寄りのNHK放送局に提出することが必要としている。新規契約の手続きはオンラインで簡単に出来るのに対して、解約の手続きはオンラインで出来るようにはなっていない。また、一人暮らしの人が死亡し支払い義務がなくなるにもかかわらず、死亡者本人にNHK受信料が自動的に支払われ、遺族が受信料の解約や過払いの受信料の返還に苦労する例が散見される
しかし、NHKが別途定める規約に則った解約方法でなくとも、「契約者が「テレビが壊れた」と電話で申し出た場合でも、NHK受信契約の解約が成立する」とした2016年の土浦簡易裁判所の判例がある。

### 受信料・契約で争点となった事柄

#### ワンセグ裁判
NHKはワンセグ受信機のみでも「受信契約が必要」としている。
2016年（平成28年）8月26日、埼玉県朝霞市の市議会議員・大橋昌信（NHKから国民を守る党）が原告となり、受信契約締結義務の不存在等の確認を求めた訴訟で、さいたま地方裁判所 は、放送法2条14号で「設置」と「携帯」が分けられており、受信料の徴収要件を明確にするために同一の法律で同一文言の解釈を一貫させるべきことなどから、「設置」に「携帯」も含むとするNHKの主張を「文理解釈上、相当の無理がある」」として退け、ワンセグ携帯電話を携帯するにすぎない原告は「協会の放送を受信することのできる受信設備を設置した者」に該当しないとする判決を下した。NHKは1審判決を不服として東京高等裁判所に控訴した。2018年3月26日、東京高等裁判所は、放送法の制定経緯などから、「「設置」には「携帯」も含む」とし、受信契約の締結義務があるとする判決を下した。原告側は不服として上告した。2019年3月13日最高裁判所は原告側の上告を棄却し、ワンセグのみでも受信契約の締結義務があるとした東京高裁の判決が確定した。

#### ホテルでの受信料
ホテルなどの宿泊施設でもほとんどの部屋にテレビが設置されており、NHKは「ホテル側に受信料の支払義務がある」として、東横インに受信料を請求したが、東横インは「NHKと受信料に関して一部免除の合意がある」と主張した。後述のマンスリーマンションの受信料問題で、元住民の代理人を務める弁護士は、NHKがテレビを設置したホテル側に受信料を主張する一方で、マンスリーマンションではテレビの設置したオーナーではなく入居者に対して受信料の支払いを主張しており、矛盾があると指摘している。
2017年3月29日、東京地方裁判所は原告であるNHKの主張を認め、東横インに受信料の支払義務があり、放送法では合意による免除は認められないとし、受信料の未払い分19億円の支払いを命じた。2018年9月20日の控訴審で、東京高等裁判所は一審の判決を支持したうえで、一審では認めなかった別のホテルの未払い分の支払いを命じる判決を下した。2019年7月26日、最高裁判所は上告を棄却し、「ホテル側に受信料の支払義務がある」とする判決が確定した。

#### マンスリーマンションでの受信料
マンスリーマンションなどでは、入居時からテレビが据付られている物件がある。NHKは「入居者に受信料の支払義務がある」として受信料を請求したが、入居者は「テレビは元々設置されていた物件ゆえ、支払義務はない（設置したマンション側にある）」と主張した。
2016年10月19日、東京地方裁判所は原告である入居者の主張を認め、入居者に受信料の支払義務はないとの判断を下した。2017年5月31日の控訴審で、東京高等裁判所は一審の東京地裁判決を退け、入居者に支払い義務があるとする判決を下した。放送法64条1項では、「協会の放送を受信することのできる受信設備を設置した者は、協会とその放送の受信についての契約をしなければならない。」と、定められている。東京高裁の判決では、テレビジョン受信機を物理的ににテレビを設置した者だけでなく、占有及び管理している者も含まれるとし、原告（入居者）がテレビジョン受信機の設置者にあたると判断された。2018年8月29日、最高裁判所は上告を棄却し、入居者にも「支払い義務がある」とする東京高裁の判決が確定した。

#### NHKの周波数フィルタ利用者
筑波大学の掛谷英紀は「NHKの放送周波数のみを減衰する帯域除去フィルタ、通称『イラネッチケー』を用いることでNHKの放送が見られなくなるので、受信料を払わなくても良い」と述べている。NHKはこれについて「アンテナが着脱可能なことから受信契約が必要」との見解を示している。
2016年7月20日、東京地裁は「フィルタを設置しても、元に戻せばNHKを受信できる」として、フィルタを設置した立花孝志に対し、1か月分のNHK受信料の支払いを命じた。
2020年6月26日、東京地裁の裁判長小川理津子は「イラネッチケーを組み込んだテレビを購入した女性がNHKに受信契約を結ぶ義務がない」ことの確認を求めた訴訟の判決で、女性の請求を認めた。NHKは「ブースターの取り付けや工具を使った復元により視聴は可能である」と主張したが、小川は「専門知識のない女性には困難である」とし、主張を斥けた。同フィルターを付けた訴訟は過去に4例あり、3件はNHKの勝訴、1件は取り下げられていた。NHK敗訴の判決はこれが初めてだ。
2021年2月24日、東京高裁は、一審の判決を取り消し、「NHKを受信できない機器を取り付けても、ブースターや工具を使うなどで元に戻せる場合、契約を結ぶ義務がある」判決を下した。東京高裁は「NHKを受信できない機器を取り付けても、機器を取り外したりすることで復元できる場合その難易度に関わらずNHKを受信できる設備である」と指摘し、「控訴人（NHK）に対する受信料負担を免れるなどの目的で、テレビジョン受信機に上記のような工作がされた場合に、このような緩やかな基準で控訴人との受信契約締結義務を免れると解することは、放送法の上記仕組みの下、控訴人（NHK）の財政的基盤を確保するための実効性ある手段として認められた同法64条1項の趣旨に沿うものとはいえず、採用することはできない」と棄却した。
2021年12月3日、最高裁は原告の上告を棄却し、NHKと契約を結ぶ義務があるとした二審の東京高裁の判決が確定した。

#### チューナーレステレビ
2020年代からテレビのチューナーがなくインターネット回線に接続してYouTubeなどを視聴するチューナーレステレビが普及し始めた。このチューナーレステレビについての受信料は放送法第64条1項（受信契約及び受信料）の規定により、「放送を受信する機能を有しない設備については放送法64条1項に規定する協会の放送を受信することのできる受信設備にあたらないため、受信契約の必要はない」とNHK並びに日本政府が回答している。
また、NHK専務理事の小池英夫も2024年5月に行われた同局定例記者会見において、「一部で販売されているチューナーレステレビだと、受信契約の対象にならないと理解していますし、受信契約の対象にならないことをうたい文句にそういうテレビが発売されていると思います」と述べている。

#### 契約不履行者及び未契約者
契約締結した受信者による契約不履行（受信料未納）に対しては、2006年（平成18年）以降NHKは民事手続きによる支払督促を行っている。48人中46人は受信料を払い、残りの2人は最高裁まで争ったが、2011年（平成23年）5月にNHK勝訴の判決が出た。NHKは2017年6月までに契約不履行者に対し309件強制執行をした。
未契約者については2017年12月に最高裁大法廷は放送法64条1項を「NHKの目的にかなう適正・公平な受信料徴収のために必要な内容の、NHKの放送の受信についての契約の締結を強制する旨を定めたものとして」憲法13条、21条、29条に違反しないとし、NHKが契約を拒む人を相手取って裁判を起こし勝訴が確定した時点で契約は成立し、確定すれば「受信設備設置時まで遡って支払い義務が生じる」とする判決を下した。

#### ケーブルテレビ利用者
ケーブルテレビでNHKを視聴する場合、受信契約の義務を負うか不明であるという主張があった。小泉内閣は「協会の放送を受信することのできる受信設備があれば、放送法旧第32条第1項に基づき受信契約義務がある」、と答弁した。
これに対して、筑波大学の土屋英雄（憲法学）はケーブルテレビ契約者側の主張が公正であるとして、「放送法で定義される「放送」とは「公衆によつて直接受信されることを目的とする無線通信の送信」である。これに対して有線テレビジョン放送法で定義される「有線放送」とは「公衆によつて直接受信されることを目的とする有線電気通信の送信」であった。このため、有線放送を受信するよう設置されているテレビは、放送法第32条の「協会の放送を受信することのできる受信設備」に該当しない。また、ケーブルテレビのNHK番組は、ケーブルテレビ放送局が有線放送しているもので、NHKは番組を提供しているにすぎない。このため、そもそもNHKの放送ではないためNHK受信料の対象にはなっていない。放送法、有線テレビジョン放送法や他の法律に準用規定等も特に設けられていなったため、受信契約の対象外と解釈するほかない。」と主張した。
しかし、2010年に有線テレビジョン放送法ほかを放送法へ一本化する際にこの齟齬の解消が盛り込まれ、2010年（平成22年）11月に衆参両院の可決をもって放送法の改正が成立。2011年（平成23年）3月1日よりケーブルテレビなどにおいても契約義務を課すことを明文化した。なお、放送法第2条第1号の「放送」の定義も、2011年（平成23年）6月30日付けで「公衆によつて直接受信されることを目的とする電気通信の送信」と、無線通信・有線電気通信の別を問わない文言へ改められている。これに伴い、ケーブルテレビについて日本放送協会の契約の義務があることが明確になった。
なお、一般のケーブルテレビ会社では、NHKの受信契約については「ケーブルテレビ視聴料金にNHKの受信料は含まれていない」として放置するところと、NHK衛星放送の団体割引制度を利用したケーブルテレビ会社を通した受信料納付を呼びかけるところに分かれている。
ケーブルテレビ放送（FTTHを利用した光放送も含む）の利用者に関しては、視聴環境毎に契約区分が変わり、BSを受信できる環境を持たず、かつ地上波局のみのプランに加盟している場合は普通契約、BS局の利用ができるプランに関しては、衛星契約の対象となっている。

## 問題点

### インターネット同時配信に対するNHK受信料徴収議論
NHKはインターネットも「放送」に該当するとして、NHKがコンテンツ配信サーバを設置することで「インターネットに接続されているコンピュータは放送法が規定する「受信設備」を設置したことになる」と主張・解釈し、インターネット環境を保有する世帯または個人に対し、「総合受信料」という名目でテレビ受信者に対する契約義務化を検討していた。これに対し、2011年（平成23年）7月21日に日本民間放送連盟（民放連）会長の広瀬道貞は、記者会見で「受信料で行うならば、大部分の人がネットで視聴できる環境を整備しなければならない。そのためのサーバなどを備えるには大変な設備投資が必要で、受信料によるコスト負担は高額になる。それらを考えると、NHKの仕事ではないと思う」と述べた。
また、NHKは2020年東京オリンピックを目処に、テレビ放送とインターネット同時配信やスーパーハイビジョン（4K 8Kテレビ放送）を行い、その際に新たな受信料を新設してNHKの本来業務にすることも検討していたが、そのなりふり構わない方針に対し、視聴者や民間放送やネット配信企業、そしてネットユーザーや総務省からも反発の声が挙がった。
しかし「見た人だけ支払えばいい」という意見が「（インターネット同時配信は）受信料制度を毀損しないことが大前提」という、従前の受信料議論の矛盾に飛び火することを恐れたNHKは、2017年（平成29年）9月20日に、総務省の放送を巡る諸課題に関する検討会で「インターネット常時同時配信は、放送の補完と位置付ける」と、NHKの補完業務に留めることを表明し、インターネット利用者に同時配信の費用を負担させることを当面は断念するという、事実上の方針撤回を表明した。
2024年5月17日、改正放送法が成立した。これにより、同改正法の施行後はテレビ受像機を所有していなくてもパソコンやスマートフォンでNHKプラスのアプリで登録した上でNHKの番組を視聴する場合は受信契約の締結並びに受信料の負担が発生することになる。なお、NHKはパソコンやスマートフォンを保有しているだけで受信契約の締結並びに受信料の負担を求めることは無いとしている。

### カーナビ・パソコン利用者
NHKの主張ではカーナビゲーションであっても「放送を受信できるものは契約対象である」としており、総務省も同じくNHKを擁護する見解を示している。カーナビの受信料を巡っては裁判が起こされ原告は「ワンセグ機能付きのカーナビを使って自宅の敷地では放送を見られない」と主張していたが、2019年5月15日東京地方裁判所は「自宅の敷地で放送を見られない証拠がない」と訴えを退けた。これによりカーナビ受信料の司法判断が初めてなされた。
またNHKの主張では、パソコンであっても「放送を受信できるものは契約対象である」としており、総務省も同じくNHKを擁護する見解を示している。なお、ここでいうパソコンとは地デジやケーブルテレビのチューナーを介してNHK放送を視聴するものであって、インターネットを通じてテレビを視聴するものは含まない。
2025年、愛媛県や千葉県木更津市などで地方自治体や警察が所有している公用車に設置しているテレビ受信機能付きカーナビの事業所向け受信契約を締結していなかったことが判明し、未払い分を相次いでNHKに支払う事例が相次いだ。なお、一般の家庭向け受信契約を締結している世帯でテレビ受信機能付きカーナビの他にテレビ放送が受信できる家庭用のテレビを所有している場合は自家用車は住居の一部と見なされることから、家庭用テレビとは別にNHKとの間で受信契約を締結したり、受信料を支払う必要は無い。

### 地デジ難視対策衛星放送との関係
地デジ難視対策衛星放送では、東京地方の地上波NHK番組が衛星基幹放送（衛星基幹放送事業者：デジタル放送推進協会）経由で地上に同時再送信される。そのため、放送法第64条第4項に該当し、原則では衛星契約の締結義務が生じるが、同条第2項に基づく減免措置が示されており、地上アナログ放送においても地形により難視聴であった地域は特別契約、アナログ放送終了によって発生したデジタル放送難視聴地区、改修困難共聴もしくはデジタル放送混信地区では地上契約のまま放置され、現状においては特別契約を認めていない。
なお、旧放送法上の取扱いの策定時は、この放送は他事業者が行うもので、NHKは番組を提供しているにすぎない。つまり、NHKの放送ではないことを理由に地上波NHKに相当する受信料は不要とされており、NHKのBS放送のみの受信料に相当する特別契約による受信料しか払わなくてよいとされていた。

### スクランブル放送化について
受信料不払いや受信契約の解消などの問題がある一方で、「受信料を払わずともNHKが視聴可能」であることや、「NHKを視聴していないにもかかわらず受信料が課金される」などの不公平感をなくすため、受信料を支払っている契約者以外は視聴不可とする、スクランブルでの放送を導入しようとする討論もなされている。
B-CASカード・ACASチップを利用したスクランブル放送化は現代の技術でも運用が可能で、民間の放送事業者では実際にWOWOWやスカパー!などが、既にB-CASカード・ACASチップを使ったスクランブル放送を実施している。
NHKでも、在外日本人向け有料テレビ放送である『NHKワールド・プレミアム』のみでスクランブル放送を実施しているが、NHKは「全国どこでも放送を分けへだてなく視聴できるようにする、という公共放送の理念と矛盾する」「特定の利益や視聴率に左右されず、視聴者の視点に立って、多様で良質な番組を放送するべき」という理由により、「NHKとしてはスクランブル放送化は避けるべきである」という見解を出し、スクランブル化に否定的な姿勢を見せている。
また、総務大臣石田真敏も2019年7月23日の記者会見で「NHKから国民を守る党」が第25回参議院議員通常選挙で議席を獲得したことに触れた際に、「NHKには災害報道や政見放送など公共放送の社会的使命を果たすことが求められ、国民が広く公平に負担する受信料で支える制度としてきた」「NHK予算は国会で全会一致で承認され、定着してきた」と説明し、同党が主張しているスクランブル放送の実施に否定的な考えを示している。一方で、自民党参議院議員の小野田紀美は2021年12月17日の参議院予算委員会において、スクランブル化を目指していく姿であると発言した。さらに、NHKがテレビを持たない人に対するインターネットを通じた番組配信の実証実験を2022年度中に始めるにあたって、「ネットの受信料を取ろうとするならけしからん」とも発言した。金子恭之総務相は「テレビを設置していない方を新たに受信料の対象とすることは現時点で考えておりません」と答弁し、小野田は「現時点では、ってところが凄い引っかかったんで、永続的に考えないでいただきたい」と述べた。

### 集合住宅とBS共用アンテナの問題
一部の集合住宅で、BS・CS放送を受信できる共用のパラボラアンテナや、ケーブルテレビの設備が設けられている場合がある。その際、テレビが地上波しか映らない場合（BS・CSチューナーがない場合）もBSの受信料を請求される例が散見される。

### 受信料その他
NHKは公開収録番組（『NHK紅白歌合戦』や『おかあさんといっしょ』など）の応募や抽選について、応募者が受信料を支払っているかを確認しており、契約のない世帯や、受信料を滞納している世帯には公開放送などへの観覧抽選応募資格を与えていない。
NHKは受信料支払拒否者を訴えるだけでなく、NHKの受信料について相談を受け、対処方法を提案した関与者に対してもスラップ訴訟を提起している。2015年にNHK受信料の取立て業者に対して支払いを拒否した女性が、NHKに対して慰謝料を求めた裁判を起こしたが、この女性は敗訴となった。するとNHKはこの女性に裁判を起こすことを提案した「NHKから国民を守る党」の立花孝志を訴え、2017年7月に東京地裁は「勝訴の見込みのない裁判を起こしてNHKの業務を妨害した」として、立花にNHKの弁護士費用の支払いを命ずる判決を下した。

#### 受信料を騙し取る詐欺

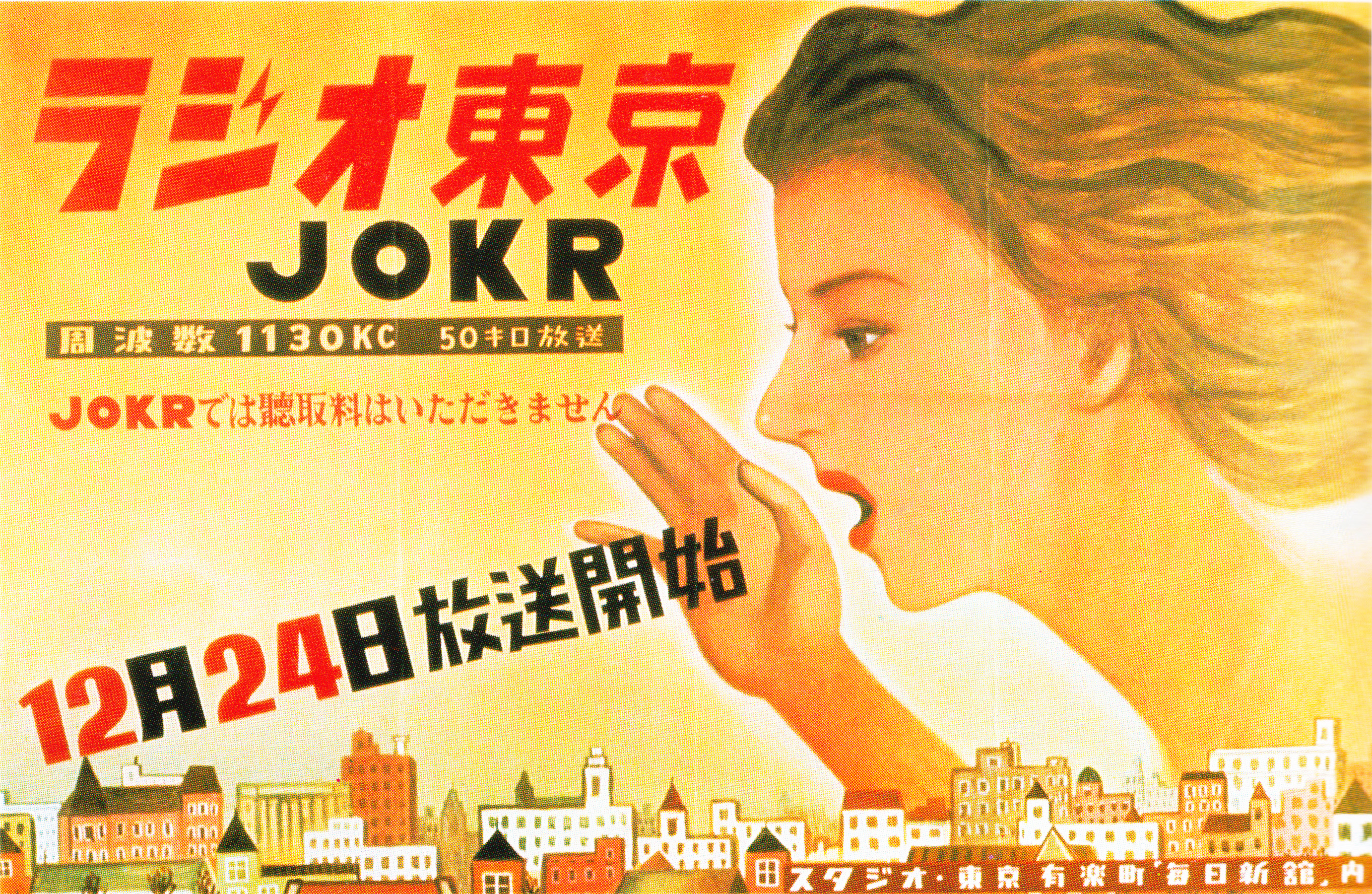
ラジオ東京の開局告知広告
聴取料はいただきませんとの但し書きがあり、実際に聴取料を騙し取る詐欺も発生していた

NHKの職員を装い、受信料を徴収する詐欺被害も発生している。これについて「NHKは職員が自宅に電話をかけることは絶対にない」として注意を呼びかけている。

#### 受信料徴収等にかかる経費支出
2014年9月の3カ年経営計画を議論する「NHK経営委員会」で、平成17年（2005年）度の受信料収入6889億円のうち735億円、収入の1割以上が受信契約や受信料の徴収の経費に当てられている指摘があった。

### 同時履行の抗弁権
「受信契約にも民法第533条に定められている同時履行の抗弁権が適用されるため、NHK側が「政治的に中立である」などの債務の履行を行うまで、受信者側は受信料の支払いを拒むことができる」という主張もある。

### 在日米軍のNHK受信料問題
在日米軍基地であれ、テレビが設置されれば受信料を徴収しなければならないが、NHK受信料を請求するための訪問（米軍基地や各施設への立ち入り）ができず、「特殊な問題」として放置されている。

### 経営の不透明性とNHK民営化
公共放送という性格ながら、経営状況に関する内部情報が公開されていないとして、その不透明性が指摘されている。それに関して、NHK民営化構想が出されている。

### 受信料支払い義務化

#### 経緯
受信料支払いの義務化は以前から政府（郵政省→総務省）や政権与党である自由民主党で検討されたり、関連法案が国会に提出されている。
一例として、1968年1月に当時の郵政大臣だった小林武治が「NHK受信料の支払い義務制、受信料額の政府認可制、NHK会長の政府任命制｣などを含めた放送法の改正に言及した。また、1966年と1980年の国会では受信料の契約締結義務から支払い義務に改める放送法改正案が提出されたことがある。いずれも審議未了で廃案となった。
2015年2月21日の日本経済新聞は、「総務省がNHK受信料制度の見直しを開始し、NHKのインターネットサービス拡大を踏まえ、テレビのない世帯からも料金を徴収する検討を開始」と報じた。一方、この報道について、総務大臣高市早苗は24日の閣議後記者会見において「何も決まっていない」と説明。
その後、2015年3月5日の朝日新聞の報道などによれば、NHK会長籾井勝人は、衆議院総務委員会での答弁で、「（受信料の支払いを）義務化できればすばらしい」と、受信料支払いを肯定するよう述べた。籾井は維新の党議員高井崇志に義務化について考えを問われ、「（現在は対象世帯の）24%が払っておらず、公平になっていない。（未払いの）罰則もない。（支払い義務を）法律で定めていただければありがたい」と述べたという。
折しも、籾井が2015年1月2日、私的にハイヤーでゴルフに出かけた際の乗車代金がNHKに請求されていたことが、内部告発で明らかになったところであり、NHK経営委員会は「関係者が改めてコンプライアンス意識を徹底し、NHKが再発防止策を着実に遂行していくことを求めていく」とする見解をまとめた。
そのような中での上記の「義務化できればすばらしい」と正当化する発言には自治体などからの批判も多く、2015年6月16日、鳥取県の北栄町議会では、「NHK受信料の全世帯支払義務化に反対する意見書」を全会一致で採択した。
意見書は、
1. 放送法第64条におけるNHKとの契約義務規定を改正し、受信料の全世帯支払義務法制化方針を撤回すること。
2. （緊急時放送や重要ニュースなどを除く）放送をスクランブル化し、希望する者とのみ契約を締結するシステムに変更すること。
3. 公共放送として不偏不党の放送をし、国民の目線に立った経営をなされるべきこと。同社役職員らは、公共放送職員としての立場をわきまえた言動等を行われるべきこと。

の3点を柱とするもので、衆議院議長・参議院議長・内閣総理大臣・総務大臣に提出した。
また、同県の湯梨浜町議会も同様の意見書を採択し、意見書を国に提出している。
それに対し、NHKは受信料義務化への布石として、電力・ガス会社で住所を照会し、それを元に受信料の催促ができるように法改正を働きかけているが、これについても「個人情報の保護に関する法律（個人情報保護法）に反する」（個人情報の目的外利用）と反発が出ている。
2015年9月には自由民主党の情報通信戦略調査会がNHKや総務省に対して、受信料の徴収経費削減と公平負担実現を目的として支払い義務化などの制度設計を提言している。

#### 割増金制度の導入
2022年6月に改正放送法・電波法が成立した。この改正では収入の3割近くにまで達しているNHKの繰越金を受信料の値下げ原資に充当するのと引き替えに受信料の不払い世帯に対して、NHKが割増金を徴収することも可能になった。
2023年1月18日、総務省はNHKの制度変更を認可し、同年4月1日以降、受信機の設置から2か月以内に受信契約の申し込みを行わなかったり、不正に受信料の支払いを免れた世帯に対し、未払い分の受信料に加えて、その2倍に相当する額の割増金を請求できる制度を開始することになった。内閣官房長官の松野博一は同年1月19日の記者会見において、「受信料の支払率向上と視聴者の公平負担の徹底を促進するものだ」とコメントしている。

### 莫大な受信料収入と受信料値下げの問題
NHKの受信料収入は2016年度決算速報で6,769億円と過去最高を記録し、職員の平均給料も1,185万円（2012年度）と厚遇されている。
そのため、NHKに対して受信料値下げの声が出ているが、NHKは「4K・8Kなどの放送サービスの拡充で視聴者に利益還元すべきで、値下げはしない」とコメントしている。この視聴者不在のNHKの方針に対し、一部のメディアは苦言を呈している。このようなNHKの態度に対して、一部メディアよりNHKの意識改革を求める声が出ている。

### 視聴率との関係
受信料で成り立つNHKは「視聴率に左右されないテレビ局」を謳っているが、NHK以外のメディアにおいて「NHKも民放と同様、あるいはそれ以上に視聴率を意識している」との見解が示されているか、またはそれを前提とした報道・評論がされている例も多い。また、かつてNHKの気象情報に出演していた気象予報士でタレントの半井小絵は、「チャンネルを変えられないようにとの指示が出ていた」と証言している。

### NHK肥大化の危惧
先のNHK受信料合法の判決を受け受信料収入が増加している中で、職員は倒産する心配がない（正職員は終身雇用が保証されている）という、いわゆる「親方日の丸」的な考えに染まり、視聴者や出演者に対する態度が横柄になっているという指摘がある。またこのまま受信料収入が伸び続けた場合はNHKはローカル局の救済に当てたいとしている。

### 集金人
NHK内部では、NHK受信契約をとりつける、あるいは未払い受信料を回収する業務は「放送受信料の契約・収納業務（契約・収納業務）」と呼ばれており、契約・収納業務は、現在NHK職員が行うことはほぼなく、NHKと委託契約を結んだ「NHK集金人」と呼ばれるスタッフが担当する。さらに、8割以上は民間企業への委託により行われている。
法律ポータルサイトの弁護士ドットコムによると、NHKの集金については消費生活センターへ過去10年間で「5万5千件」（2007年度〜2016年度の10年間で5万5344件。2007年度に1926件だった相談件数は年々増加し、10年後の2016年度には4倍超の8472件。）と驚異的な数の相談が寄せられており、「放送法を盾に十分な説明をしないまま、強引に契約させてしまうトラブルが少なくない」という。具体例として、「夜8時過ぎに一人暮らしを始めたばかりの娘のアパートに徴収員がきて、強引に契約を迫った」「テレビもワンセグも持っていないが、受信料を払うことは法的に決まっていると執拗に迫られて契約してしまった」といった被害事例が紹介されている。このような集金人の強引な手法については、NHKから委託会社に課せられた過大なノルマが原因ではないかと見られている。また、新聞社の読者投稿欄にもNHK集金人に対する不満が多く載せられている。受信設備を設置していない（すなわち受信契約の義務はない）と告げた世帯に対しても、新たにテレビを購入する可能性がある、引っ越し等で住人が変わることもあるなどの理由で、訪問を繰り返したり、受信契約に関する書類のポスティングを続けている。電話等で訪問拒否を告げた非契約者（受信設備の非設置者）に対して、数か月～半年に1回の訪問を続ける（拒否は出来ない）とNHKは回答している。
一部の集金人が見せる粗暴な振る舞いも知られている。ニュースサイトのしらべぇが全国の10～60代の男女1733名を対象に実施した調査では、全体の18.0%がNHKの集金人に対し「怖い思いをしたことがある」と回答しており、特に若い女性にその傾向が顕著であった。国会においても、女子大生が夜遅い時間に訪れた集金人から家の中に上がらせろ、携帯を見せろと強要され、恐怖を感じたという事例に対し、参考人として呼ばれた、会長の上田良一が見解を質されたことがあった。これらNHK集金人は不安の念を生じさせるだけでなく、業務に乗じて（またはNHKの集金人と詐称し）犯罪に及ぶことがあり、一例として、2017年にNHK集金人が受信料の契約のために訪れたアパートで住民の女性に強制わいせつを行い、逮捕される事件があった。これを受けて参議院では、NHK集金人による性犯罪からの自衛のため、および公正な法に基づいた受信契約の締結であることを証明するため、集金人とのやりとりの録音・録画を推奨すべきとの答弁がなされた。
また、NHKでは契約者の個人情報をナビタンと呼ばれるタブレット端末で委託業者や集金人と共有しているが、集金人による個人情報の扱いにも懸念が持たれている。2019年には、NHKから受信料の集金業務を委託されていた会社の社長の男が窃盗容疑で逮捕され「契約者の名簿に載っていた個人情報を基に特殊詐欺をした」と供述したことが報じられた。家族のなりすましなどを行う特殊詐欺では、名前、住所、年齢、家族構成といった「名簿」の情報が詳しいほど詐欺の電話をかけた際に騙しやすくなるため、本件でもそれら個人情報が悪用されたとみられる。また、他にもNHK契約者名簿を基にした被害があるとみて、捜査機関では実態解明を急いでいるという。NHKは記者会見で名簿は家族構成なども含んだ受信料契約者の個人情報を含むと明かしたが、メディア研究者の水島宏明は 「家族構成まで載ってる「名簿」は受信料の支払いでそもそも必要なのか？」とNHKの個人情報管理体制に疑念を呈し、さらに「同じような仕事をしている他の会社には問題ないと言えるのか？それらの会社の経営者の「身体検査」はきちんと行われているのか？」と、委託会社の審査についても疑いの目を差し向けた。このNHKの個人情報管理に関する懸念は国会でも共有され、NHKの委託会社管理体制について政府に質問がなされた。
2019年には参議院議員立花孝志が、NHKが集金人として暴力団関係者を使っていると主張した一方、NHKは「集金人に暴力団は使っていない」と主張した。
なお、日本においては家宅捜査に必要な捜査令状を集金人が申請・行使することは不可能なため、建物の所有者・管理者の許可なく立ち入ることはできない。そのため、応対する義務は法的に存在しない。これにおいては2013年の時点で、NHK立ち入り禁止を掲げる住宅には許可がない限り立ち入りができないため、所有者や管理者の許可を得ていく必要がある旨の記載が経営委員会議事録に存在する。同委員会においてNHKの営業統括担当理事は、集合住宅等における立ち入り禁止の掲示については、住宅の管理者に対して掲出物の撤去の要請を行い、たび重なる要請にも応じてもらえない場合には（すなわち、集合住宅の管理者が依然として「立ち入り禁止」を掲示していたとしても）、訪問活動の正当性について説明したうえで、訪問活動を実施すると述べている。集金人の不許可での侵入は住居侵入罪、敷地の周囲に居座る行為は不退去罪となる場合があるため、状況に応じて警察への通報も推奨される。

## 各国の公共放送料金との比較
NHKの財源は受信料や政府交付金によって維持されているが、放送法第83条によって広告放送（民間企業の社名・商品名などを宣伝すること）が禁止されているため、広告収入が得られない。これに対し、諸外国の公共放送では広告収入も得ており、混合財源形式をとる国が多い。フランスでは総収入の30%を広告収入で賄うのに対して、NHKにおいては事業収入約6,218億円のうち、約95.5%にあたる約5,940億円が受信料による(2006年度。政府交付金は0.4%、副収入が1.6%)。

### イギリス
イギリスの 英国放送協会（BBC）では、1996年の国王特許状で商業活動が認められ、会計分離された子会社の利益がBBC本社に還元される仕組みとなっている。広告収入はBBC総収入の17%。
また、料金徴収に関する人件費コストは、BBCは2005-2006年では全体の4.9%、一方NHKは13%であった。
またBBCは、テレビ受像機やビデオデッキを所有するために、許可証を購入する「TVライセンス制度」制を採り、TVライセンス証が無いと、それらが購入出来ない制度である。1年間有効の料金（145ポンド50ペンス）のほか、月単位でも購入できる。収納率は約98%。
TVライセンス制度を導入しているイギリスでは、料金不払い者を独自の機器などを使って特定したり、家宅捜査権を持つBBCの捜査官が強制執行する権限を持っており、法律違反者に1,000ポンド（約20万円）の罰金が科せられたり、裁判を起こし、訴訟費用を請求したり、警察が逮捕・拘留している。ただし、イギリスもNHK同様にTVライセンス制度やBBCに対する反対意見・世論もあり、「欧州人権規約に反する人権侵害だ」と、民事訴訟が起こった事例もある。
2019年の総選挙において圧勝した保守党のボリス・ジョンソン首相は、選挙前にBBCの料金制度の廃止の検討（事実上の税金となっており、希望者だけが支払う課金制が望ましいとの考えを示している）を明言しており、選挙後の2020年に『サンデー・タイムズ』が、BBCチャンネル数削減の再構築と、現在の制度の廃止と課金制への移行の改革を検討していると報じられ、2022年1月には、デジタル・文化・メディア・スポーツ相のナディーン・ドリスが、自身のツイッターで「これが受信料に関する最後の発表になる。（受信料不払いを理由に）高齢者が刑務所行きだと脅されたり、執行人が扉をたたいたりする日々はもう終わりだ」「素晴らしいイギリスのコンテンツに予算をつけて支援して、販売するための、新しい方法を話し合い議論するべき時だ」とTVライセンス料制度について廃止の意向を述べ、ジョンソン政権は同年よりTVライセンス料の徴収を2年間凍結する方針であるとBBC自身が報じている。

### フランス
フランスの公共テレビ放送（F2、F3、F5）は、フランス政府が完全保有するフランス・テレビジョン（France Televisions）の傘下にあるが、広告収入が商業放送のなかった時代から認められている。現在、広告収入は総収入の約30%となっている。料金は税金として徴収、不足分を国費で補助する形式を取っていた。またフランス政府代表が、各テレビ局の最高意思決定メンバーとなる形態で、財源・運営ともに政府が直接関与していた。
2022年の大統領選で再選したエマニュエル・マクロンは、選挙時の公約として、税金として徴収されている公共テレビ放送の受信料制度廃止を掲げており、再選後の5月にフィガロ紙が受信料制度廃止の方針を閣僚評議会に示したと報じた。
その後、2022年に受信料は廃止された。

### ドイツ
ドイツでは、州ごとの放送局のドイツ公共放送連盟(ARD)と全国放送の第2ドイツテレビ(ZDF)の2種類の放送局がある。ドイツ公共放送連盟(ARD)の組織や内容は、州の所管事項となっている。
ARDとZDFは、広告収入を放送の補完財源にすることを、連邦政府から認められている。
ドイツでは2013年1月より、テレビの有無にかかわらず住居単位で一律の料金を徴収する「放送負担金制度」が導入されている。

### アメリカ合衆国
他国のようにテレビを所持しているだけで発生する料金は存在しない。テレビ放送は基本的に有料放送であり、金銭を払って視聴することが根底に据えられているため、公共放送は「市場の失敗が生じる部分の補完を担う」という立場だ。
これに対して、NHKは公共放送であるにも関わらず、民間放送に類似した番組を多数放送したり、また民放から製作スタッフを引き抜く行動をとっており、民放側や識者からその矛盾を批判されている。
アメリカでは、各地の約350の放送局が、非営利団体の公共放送サービス(PBS)から、番組（教育・教養）の提供を受けて放送している。番組編成権は各局が独立に持ち、運営形態や財源も多様で、アメリカ合衆国連邦政府の交付金(16%)、州政府交付金(14%)、個人からの寄付金(26%)、広告収入・企業からの拠出金(15%)がある（2003年）。

### イタリア
イタリアのRAIは2006年より徴収業務を電気事業者に委託している。

### 大韓民国
大韓民国の韓国放送公社(KBS)の総収入（2004年度、1兆2491ウォン＝約1250億円）の50%は広告収入。また、料金は2023年7月までは韓国電力公社の電気料金に上乗せして徴収しているため、未払い問題は発生していなかった。TV受信料の内訳は2,500ウォン程度で、KBSの受信料となっているのは91％であり、3％は韓国教育放送公社（EBS）の受信料、6％は委託手数料として電力公社が直接徴収していた。
2023年7月から分離徴収が開始され、約96万世帯がKBSは見ないとし、受信料の支払いをやめたことが報じられた。

### 各国の公共放送との比較
※円との為替レートは2024年4月時点。
| 国家     | 放送局                 | 年額                                 | 年額                               |
| 国家     | 放送局                 | 衛星＋地上波契約                     | 地上波契約                         |
| -------- | ---------------------- | ------------------------------------ | ---------------------------------- |
| 日本     | NHK                    | 21,765円                             | 12,276円（衛星受信設備なしに限る） |
| イギリス | BBC                    | 169ポンド50ペンス（32,237円）        | N/A                                |
| ドイツ   | ARD/ZDF                | 220.32ユーロ(月額16.36€)（35,876円） | N/A                                |
| フランス | フランス・テレビジョン | 無し（2022年に廃止）                 | N/A                                |
| イタリア | RAI                    | 70ユーロ（11,398円）                 | N/A                                |
| 韓国     | KBS                    | 30,000ウォン（2,757円）              | N/A                                |